# ケト-エノール互変異性

ケト-エノール互変異性。左,ケト型、右,エノール型

ケト-エノール互変異性（ケト-エノールごへんいせい、英: keto–enol tautomerism）は、ケト（ケトン、アルデヒド）とエノールの間の互変異性である。この互変異性は反応性に富むため様々な反応に使われる。

## 機構
ケト-エノール互変異性は酸/塩基の両方に触媒される。
酸触媒の場合、カルボニル基の酸素原子に水素化がおこりカチオン中間体が生成し、α炭素が水素を失ってエノールを与える。この機構はE1反応に似ている。
塩基触媒の場合、塩基がα炭素の水素を引き抜いてエノラートアニオンを生成し、カルボニル基の酸素原子に水素化が起こりエノールを与え、塩基触媒が再生される。